# Большой Двор (Вашкинский район)
Большой Двор — деревня в Вашкинском районе Вологодской области.
Входит в состав Васильевского сельского поселения, с точки зрения административно-территориального деления — в Васильевский сельсовет.
Расстояние по автодороге до районного центра Липина Бора — 17 км, до центра муниципального образования деревни Васильевская — 14 км. Ближайшие населённые пункты — Веснино, Гора, Левинская.
По переписи 2002 года население — 1 человек.